# Oddział IV Sztabu Generalnego WP
Oddział IV Sztabu Generalnego Wojska Polskiego (Oddz. IV SG WP) – komórka organizacyjna Sztabu Generalnego Wojska Polskiego (od 1928 Sztabu Głównego WP), właściwa w sprawach opracowywania planów materiałowego zaopatrzenia sił zbrojnych w czasie wojny i rozbudowy sieci komunikacyjnej według określonych wytycznych Ścisłej Rady Wojennej, ewidencji komunikacji kolejowej, drogowej i wodnej, przygotowania ruchu transportów wojskowych, organizacji etapów i obszaru wojennego oraz opisu kraju i terenów państw obcych.

## Historia oddziału
Z dniem 10 lipca 1921 na podstawie rozkazu 1/500/IV pełniącego obowiązki szefa Sztabu Generalnego gen. Władysława Sikorskiego dotychczasowa:
- Sekcja Komunikacyjna Oddziału IV Sztabu Ministerstwa Spraw Wojskowych,
- Sekcja Ogólna i Adiutantura Oddziału IV Naczelnego Dowództwa WP,
- Szefostwo Kolejnictwa Polowego przy Naczelnym Dowództwie WP,

utworzyć miały nowy Oddział IV Sztabu Generalnego.
Struktura oddziału w 1921:
- Referat Ogólny
- Samodzielny Referat Materiałowego Zaopatrywania – mjr SG Stanisław Krzysik
- Samodzielny Referat Opisu Kraju i Obcych Państw – ppłk SG Henryk Bagiński
- Wydział Etapowy – mjr SG Józef Wiatr
- Wydział Komunikacyjny – płk SG Bronisław Regulski

Szefowi Wydziału Komunikacyjnego podporządkowani byli:
- Generalny Wojskowy Komisarz Kolejowy – płk SG Tadeusz Kurcyusz
  - Wojskowa Sekcja Kolejowa przy Ministerstwie Kolei Żelaznych
  - Dyrekcyjni Wojskowi Komisarze Kolejowi przy okręgowych dyrekcjach kolei
  - Wojskowe Wydziały Kolejowe
- Wojskowy Komisarz Dróg Wodnych (Żeglugi Śródlądowej) – kmdr por. Stanisław Wagner
- Wojskowy Komisarz Telegrafów i Telefonów (Wojskowy Komisarz Łączności) – ppłk Stanisław Miniewski
- Wojskowy Komisarz Poczt Polowych – urzędnik wojsk. VI rangi Jakub Salicki (1921 – 26 IX 1923[1])
- Wojskowy Komisarz Drogowy – płk Mieczysław Dobrucki
- Wojskowy Komisarz Lotniczy
  - ppłk Stanisław Sarnowski (do 15 IX 1924 → dowódca dywizjonu 4 plot[2])
  - mjr Wacław Iwaszkiewicz (p.o. od 15 IX 1924)
  - ppłk SG Stanisław Jasiński (od 1 II 1925)

Faktycznie służba komunikacyjna w Oddziale IV zorganizowana została dopiero w styczniu 1923. 22 października 1926 ustanowiono zostało stanowisko Szefa Komunikacji Wojskowych.
Struktura oddziału w 1929:
- Samodzielny Referat Ogólny
- Wydział Zaopatrywania i Etapów
- Wydział Komunikacyjny

15 września 1930 Szef Komunikacji Wojskowych wyodrębniony został z Oddziału IV na prawach oddziału Sztabu Głównego.
Struktura oddziału w 1930:
- Wydział Etapów
  - Referat Organizacyjny
  - Referat Bezpieczeństwa
- Wydział Zaopatrywania
  - Referat Ogólny
  - Referat Operacyjny
  - Referat Studiów

Struktura oddziału w 1935:
- Ekipa „Wschód” (sześć samodzielnych referatów)
- Samodzielny Referat Operacyjno-Kwatermistrzowski
- Samodzielny Referat Operacyjno-Mobilizacyjny

1 września 1939 oddział wszedł w skład Sztabu Naczelnego Wodza.

## Kadra Oddziału IV
Szefowie oddziału
- płk SG Stanisław Kwaśniewski (1921 – VI 1923)
- płk SG Bronisław Regulski (od 1 X 1923 - 9 XII 1925 → czasowo dyspozycja MSWojsk)
- płk SG Tadeusz Kurcyusz (9 XII 1925 - 16 V 1926 → dyspozycja szefa SG)
- ppłk SG Kazimierz Bogumił Janicki (od 16 V 1926[3])
- płk dypl. art. Marian Bolesławicz (1 I 1929[4] - II 1930)
- płk dypl. Juliusz Ulrych (15 X 1930 – 28 VIII 1934 → zastępca II wiceministra spraw wojskowych i szefa Administracji Armii)
- płk dypl. piech. Władysław Smolarski (28 VIII 1934 – X 1935 → GISZ)
- płk dypl. piech. Jan Hyc (18 X 1935 – 28 VII 1939)
- ppłk dypl. Mieczysław Sulisławski (od 28 VII 1939)

Oficerowie oddziału
- ppłk kanc. Franciszek Kulma (od 20 XI 1924[5])
- ppłk dypl. piech. Marian Kijowski (X 1924 – VII 1929)
- ppłk SG Tadeusz Szałowski (do V 1927)
- ppłk SG Józef Albin Wiatr (do X 1927)
- ppłk dypl. art. Leon Zubrzycki (XI 1927 – VIII 1929)
- mjr SG Marian Kroh (do X 1927)
- mjr SG Adam Mniszek (do X 1927)
- mjr SG Tadeusz Rudnicki (do 31 X 1927)
- mjr SG Roman Saloni (X 1924 – XI 1926)
- mjr SG Kazimierz Soldenhoff (XI 1926 – III 1931)
- ppłk SG Karol Płoszajski (od X 1927)
- ppłk SG Michał I Terlecki (od 28 X 1927)
- ppłk SG Franciszek I Grabowski (od 28 X 1927)
- kpt. SG Kazimierz Brauliński (28 X 1927 – XII 1929)
- kpt. SG Jerzy Stawiński (15 X 1925 - 26 VII 1926)
- mjr SG Konrad Pokorny-Ruszczyc (IX 1922 – X 1924)
- mjr SG Kazimierz Południowski
- mjr dypl. art. Jerzy Stępniewski (IX 1930 – 18 II 1931)
- kpt. / mjr dypl. piech. Piotr Demkowski (1 XI 1930 - 11 VII 1931)

Delegaci SG przy DOKP w Stanisławowie
- ppłk SG Ernest Giżejewski (do I 1929)
- mjr dypl. piech. dr Aleksander Patejdl (VI 1930 – X 1933)

Obsada w marcu 1939
- szef oddziału – płk dypl. piech. Jan Hyc
- kierownik kancelarii – kpt. adm. (piech.) Maciej Ksawery Katyll
- szef Wydziału Etapowego – ppłk dypl. piech. Jerzy Pajączkowski-Dydyński
- kierownik referatu – mjr piech. Roman Jakub Jeż
- referent – kpt. piech. Józef Grochowski[a]
- kierownik samodzielnego referatu – ppłk dypl. piech. Stanisław Władysław Kłosowicz
- kierownik samodzielnego referatu – ppłk dypl. piech. Leon Stanisław Kolbuszewski
- kierownik samodzielnego referatu – ppłk dypl. art. Marian Kułakowski
- kierownik samodzielnego referatu – ppłk dypl. kaw. dr Bronisław Mokrzycki
- kierownik samodzielnego referatu – ppłk dypl. piech. Stanisław Tadeusz Skowroński
- kierownik samodzielnego referatu – ppłk dypl. art. Tadeusz Strutyński
- kierownik samodzielnego referatu – ppłk dypl. piech. Marian Tomicki
- kierownik samodzielnego referatu – ppłk dypl. piech. Stanisław Toruń
- kierownik samodzielnego referatu – ppłk dypl. piech. Hugo Ferdynand Zallmann
- kierownik samodzielnego referatu – mjr dypl. piech. Wiktor Bielski
- kierownik samodzielnego referatu – mjr dypl. piech. Wojciech Gorgos
- kierownik samodzielnego referatu – mjr dypl. piech. Zdzisław Henryk Szymański